# Dyche Hall

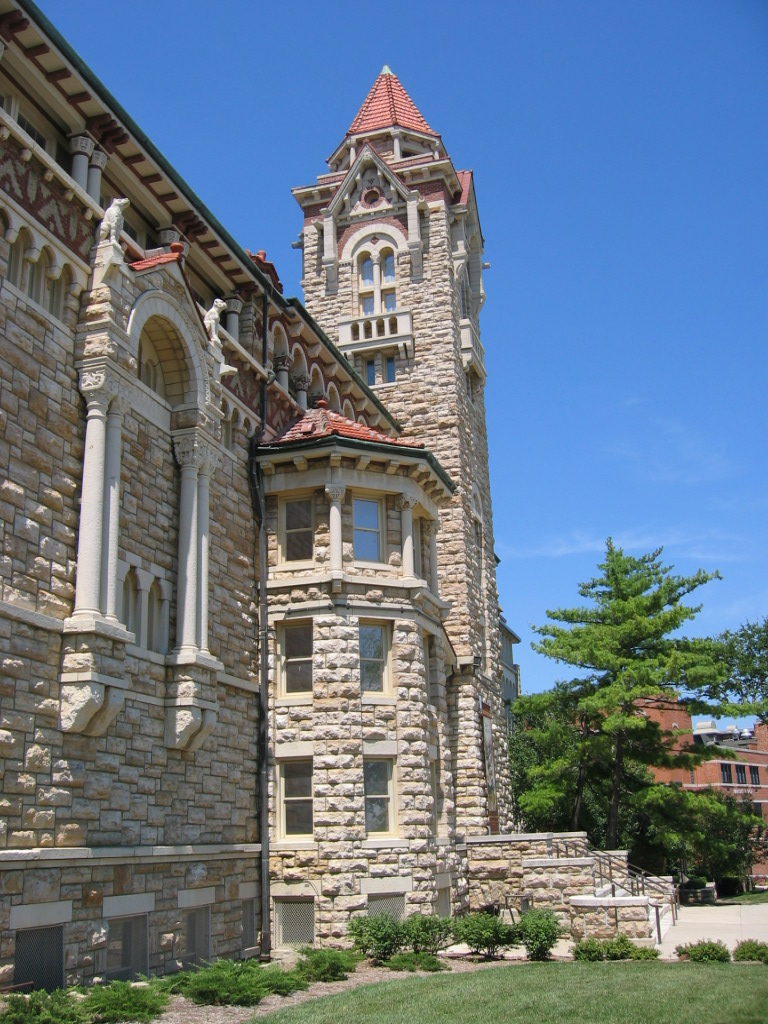
Dyche Hall

Dyche Hall ist ein Bauwerk auf dem Campus der University of Kansas und beherbergt das Museum of Natural History.

## Geschichte
Das Gebäude wurde in den Jahren 1901 und 1902 nach Plänen von Walter C. Root und George W. Siemens im Stil der Neuromanik errichtet und 1903 seiner Bestimmung übergeben. Nach Lewis Lindsay Dyches Tod im Jahr 1915 wurde es nach diesem Professor benannt. Dyche Hall wurde errichtet, um die 1893 auf der World’s Columbian Exposition in Chicago gezeigten Tierpräparate Dyches unterzubringen. Von 1932 bis 1941 wurde Dyche Hall restauriert. In den Jahren 1963 und 1996 kamen Erweiterungsbauten hinzu. 
Heute befinden sich in Dyche Hall nach wie vor die Präparate, die Dyche einst geschaffen hat, darunter das Pferd Comanche, das die Schlacht am Little Big Horn überlebte, und das große Nordamerika-Panorama. Außerdem beherbergt das Bauwerk das Biodiversity Institute und das Biodiversity Research Center, eine entomologische Sammlung, die früher in Snow Hall zu finden war, und einige andere Abteilungen.

## Historic Place

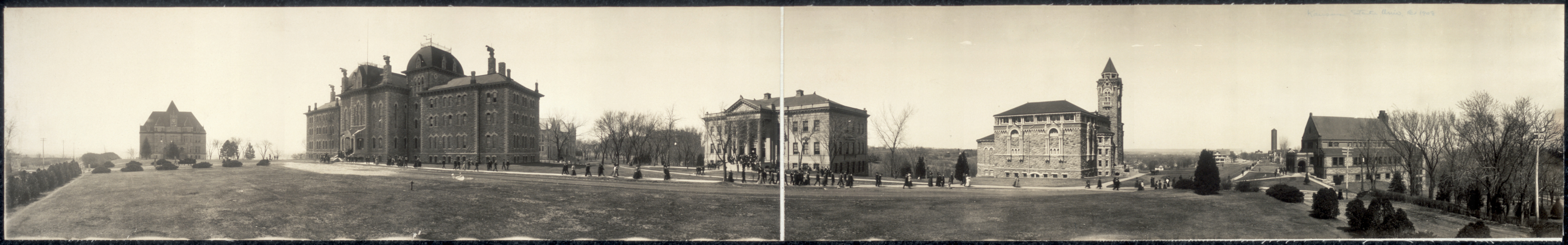
Die University of Kansas 1908

Am 14. Juli 1974 wurde Dyche Hall mit ihrem das Stadtbild prägenden Turm als Baudenkmal in das National Register of Historic Places aufgenommen. Der Baustil des Kalksteingebäudes wird als venezianisch-romanisch beschrieben und lehnt sich an Kirchenbauten des 11. und 12. Jahrhunderts in Südeuropa an. Es ist mit zahlreichen steinernen Abbildungen von Phantasie- und tatsächlich existierenden Tieren und Pflanzen geschmückt. Sechs Aediculae tragen die Namen der Naturwissenschaftler Charles Darwin, Thomas Henry Huxley, John James Audubon, Asa Gray, Edward Drinker Cope und Louis Agassiz.
Im Jahr 2008 war das Gebäude unter den Finalisten des Wettbewerbs Eight Wonders of Architecture.